# Милева Првановић
Милева Првановић (Жлне, 16. јул 1929 — Београд, 12. фебруар 2016) била је српска математичарка и академик.

## Биографија
Рођена је у месту Жлне код Књажевца 16. јула 1929. године. Школовала се у Београду где је завршила основну школу, гимназију, а у периоду 1947-1951 завршила је студије математике на тадашњем Природно-математичком факултету Универзитета у Београду. Докторирала је 1955. године на Природно-математичком факултету Универзитета у Загребу тезом под називом „Парагеодезијски простори и
парагеодезијске криве потпростора Риманова простора”. Ментор јој је био Данило Блануша.
У периоду од 1951. до 1955. била је асистент на Математичком институту САНУ у Београду. Од 1955. године радила је на Филозофском, касније Природно-математичком, факултету Универзитета у Новом Саду. Ту је 1957. године бирана у звање доцента, 1962. године у звање вандредног и 1967. у звање редовног професора из области геометрије. На том факултету је била запослена до пензионисања 1991. године.
За дописног члана Војвођанске академије наука и уметности (ВАНУ) изабрана је 1981. године, а за редовног члана 1990. године. Приликом спајања ВАНУ са Српском академијом наука и уметности (САНУ), 1991. године, постала је редовни члан САНУ.
Њен научни рад се највише одвијао на пољу геометрије, нарочито диференцијалне геометрије. Сматра се да је први доктор геометрије из Србије. Објавила је преко 80 научних радова, три универзитетска и три средњошколска уџбеника. Била је ментор преко десет магистарских и докторских теза. Међу њеним докторандима су били Неда Бокан и Срђан Вукмировић, професори Математичког факултета Универзитета у Београду. Била је главни уредник часописа „Publication de l'Institut mathématique” и руководилац Семинара за геометрију Математичког института САНУ.
За свој рад награђена је Октобарском наградом Новог Сада за 1966. годину и Седмојулском наградом 1989. године.
Њен отац је био математичар Станко Првановић (1904-1982), професор Више педагошке школе у Београду.
Преминула је 12. фебруара 2016. године у Београду.